# Ikulu
Ikulu, también conocida como la Casa del Estado, es la residencia oficial y despacho del Presidente de la República Unida de Tanzania. El edificio actual, entonces llamada como Casa del Gobierno, fue construido bajo el primer gobernador británico de Tanganyika Horace Byatt en 1922 según los diseños del arquitecto John Sinclair.  Está construido sobre los restos del edificio original construido por los administradores alemanes del África Oriental Alemana que fue dañado por la Marina Real en diciembre de 1914. El edificio fue rebautizado como Casa del Estado tras la independencia del país.
El edificio mezcla arquitectura africana y árabe, con amplias terrazas y pasillos cubiertos. Cuenta con paredes blancas y pisos de terrazo africano, y se encuentra en más de 33 acres con vista al océano Índico al este y a Dar es-Salam al oeste. El ala sur fue añadida en 1956 para honrar la visita de la princesa Margarita, y retiene el nombre de Ala Princesa Margarita.

## Galería

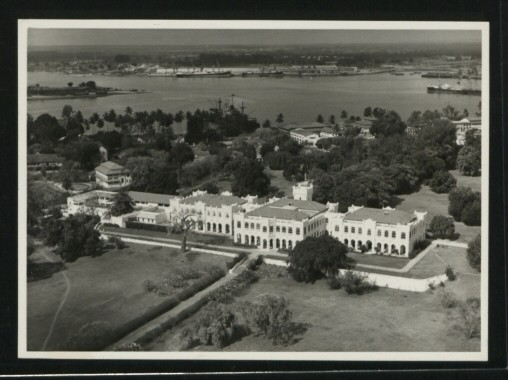
La Casa del Gobierno, en la década de los 60s.
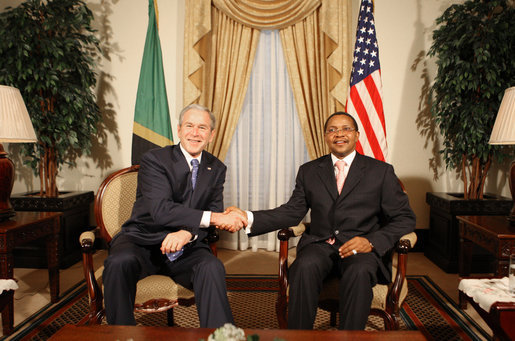
El 43.º Presidente de los Estados Unidos, George W. Bush y El 4.º Presidente de la República Unida de Tanzania Jakaya Mrisho Kikwete en 2008.